# バック・トゥ・ザ・フューチャー (ミュージカル)
『バック・トゥ・ザ・フューチャー』は、ロバート・ゼメキスの監督作品である映画『バック・トゥ・ザ・フューチャー』を原作とし、劇団四季が製作および上演する一般向けのミュージカル作品である。
本作の脚本（公式サイトでは「台本」と表記）および共同創作者は、映画版の脚本家であるボブ・ゲイルが務めており、映画版で監督・脚本を手がけたロバート・ゼメキスも共同創作者として参加している。
なお、本作はイギリス発祥のミュージカル作品であり、英語以外での初上演にあたる。

## 概要
2024年1月24日に劇団四季より上演決定が発表され、2025年4月6日にJR東日本四季劇場［秋］で開幕すると発表された。
なお、国際的な上演の流れは以下のとおりである。
当初、2015年にロンドンのウェスト・エンド・シアターでの初演が予定され、演出はジェイミー・ロイドが務める予定だった。しかし、その後、ジェイミー・ロイドおよびその他のクリエイティブ・チームが降板したことにより、プロジェクト全体の製作が延期された。
新たに演出を担当したのはジョン・ランドで、本公演に先立って、2020年2月20日にイングランド・マンチェスターのマンチェスター・オペラ・ハウスでプレビュー公演が行われ、3月11日に初演が実施された。なお、イギリス政府による新型コロナウイルス感染症対策を受けて、3月16日に劇場が閉鎖されたため、同日をもって上演は中断した。
2021年9月13日、ウェスト・エンド・シアターのアデルフィ・シアターに舞台を移して本公演が再開され、好評を博した。さらに、アメリカ・ニューヨークのブロードウェイ・シアターでも、2023年6月30日にプレビュー公演が行われ、8月3日に正式に開幕し、2025年1月5日まで上演が続いた。
また、北米ツアーは2024年6月6日にプレビュー公演を開始し、6月14日に開幕した。

## キャスト

### メインキャスト
| 役柄                   | 俳優名       | 初出演日      | 初出演地   |
| ---------------------- | ------------ | ------------- | ---------- |
| マーティ・マクフライ   | 立崇なおと   | 2025年4月6日  | 四季劇場秋 |
| マーティ・マクフライ   | 笠松哲朗     | 2025年4月16日 | 四季劇場秋 |
| ドク・ブラウン         | 野中万寿夫   | 2025年4月6日  | 四季劇場秋 |
| ドク・ブラウン         | 阿久津陽一郎 | 2025年4月16日 | 四季劇場秋 |
| ロレイン・ベインズ     | 海沼千明     | 2025年4月6日  | 四季劇場秋 |
| ロレイン・ベインズ     | 木村奏絵     | 2025年4月16日 | 四季劇場秋 |
| ジョージ・マクフライ   | 斎藤洋一郎   | 2025年4月6日  | 四季劇場秋 |
| ジョージ・マクフライ   | 塚田拓也     | 2025年4月16日 | 四季劇場秋 |
| ビフ・タネン           | 酒井康樹     | 2025年4月6日  | 四季劇場秋 |
| ビフ・タネン           | 神永東吾     | 2025年4月16日 | 四季劇場秋 |
| ゴールディ・ウィルソン | 安田楓汰     | 2025年4月6日  | 四季劇場秋 |
| ゴールディ・ウィルソン | ペ・ジェヨン | 2025年4月16日 | 四季劇場秋 |
| ジェニファー・パーカー | 林愛夏       | 2025年4月6日  | 四季劇場秋 |
| ジェニファー・パーカー | 竹内華       | 2025年4月16日 | 四季劇場秋 |
| ストリックランド       | 本城裕二     | 2025年4月6日  | 四季劇場秋 |
| ストリックランド       | 藤田光之     | 2025年4月16日 | 四季劇場秋 |
| デイヴ・マクフライ     | 渡部斗希也   | 2025年4月6日  | 四季劇場秋 |
| デイヴ・マクフライ     | 柴田鴻洋     | 2025年4月16日 | 四季劇場秋 |
| リンダ・マクフライ     | 多田毬奈     | 2025年4月6日  | 四季劇場秋 |
| リンダ・マクフライ     | 上田 伶      | 2025年4月16日 | 四季劇場秋 |

※太字はオリジナルキャスト

### アンサンブルキャスト
| 役柄 | 俳優名     | 初出演日      | 初出演地   |
| ---- | ---------- | ------------- | ---------- |
| 1枠  | 勇貴       | 2025年4月6日  | 四季劇場秋 |
| 1枠  | 辻茜       | 2025年4月6日  | 四季劇場秋 |
| 1枠  | 平田了祐   | 2025年4月16日 | 四季劇場秋 |
| 1枠  | 藤原遙香   | 2025年4月16日 | 四季劇場秋 |
| 2枠  | 林晃平     | 2025年4月6日  | 四季劇場秋 |
| 2枠  | 大橋美絵   | 2025年4月6日  | 四季劇場秋 |
| 2枠  | 筒井圭児   | 2025年4月16日 | 四季劇場秋 |
| 2枠  | 新宮有香子 | 2025年4月16日 | 四季劇場秋 |
| 3枠  | 紙谷昇世   | 2025年4月6日  | 四季劇場秋 |
| 3枠  | 青柳絵里奈 | 2025年4月6日  | 四季劇場秋 |
| 3枠  | 横井漱     | 2025年4月16日 | 四季劇場秋 |
| 3枠  | 小坂華加   | 2025年4月16日 | 四季劇場秋 |
| 4枠  | 桒原駿     | 2025年4月6日  | 四季劇場秋 |
| 4枠  | 佐田遥香   | 2025年4月6日  | 四季劇場秋 |
| 4枠  | 佐野隼平   | 2025年4月16日 | 四季劇場秋 |
| 4枠  | 福田愛     | 2025年4月16日 | 四季劇場秋 |
| 5枠  | 奥村響     | 2025年4月6日  | 四季劇場秋 |
| 5枠  | 岩井千秋   | 2025年4月6日  | 四季劇場秋 |
| 5枠  | 緑川諒人   | 2025年4月16日 | 四季劇場秋 |
| 5枠  | 佐野奏実   | 2025年4月16日 | 四季劇場秋 |
| 6枠  | 吉田功太郎 | 2025年4月6日  | 四季劇場秋 |
| 6枠  | 深堀拓也   | 2025年4月16日 | 四季劇場秋 |

※太字はオリジナルキャスト